# Kalinin K-3
Il Kalinin K-3 era un aereo ambulanza progettato da Konstantin Alekseevič Kalinin a partire dal Kalinin K-1. Volò la prima volta nel 1927.

## Sviluppo e tecnica
Il K-3 era un monoplano ad ala alta ampiamente derivato dal K-1. Questo aereo era stato progettato per il trasporto di malati o feriti. In dettaglio, poteva ospitare due barelle (o quattro pazienti seduti) con un dottore. Il velivolo era perfettamente equipaggiato con attrezzature mediche.

Il K-3 fu sviluppato nel 1927. Le prestazioni erano più o meno le stesse del K-1, anche se aveva una tangenza operativa molto minore (880 metri contro 3 000). Il peso al decollo era sensibilmente maggiore.